# The Divine Lady
A The Divine Lady Frank Lloyd rendezésében készült 1928-as amerikai romantikus történelmi filmdráma. A történet középpontjában Horatio Nelson és Lady Emma Hamilton szerelmi kapcsolata van a Napóleoni háborúk idején.
A filmet három Oscar-díjra jelölték, melyből egyet nyert meg.

## Szereposztás
| Színész          | Karakter             |
| ---------------- | -------------------- |
| Corinne Griffith | Emma Hamilton        |
| Victor Varconi   | Horatio Nelson       |
| Marie Dressler   | Mrs. Hart            |
| H. B. Warner     | Sir William Hamilton |
| Ian Keith        | Charles Greville     |

## Oscar-díj
- Oscar-díj (1930)
  - díj: legjobb rendező – Frank Lloyd
  - jelölés: legjobb női főszereplő – Corinne Griffith
  - jelölés: legjobb operatőr – John F. Seitz

## Fordítás
- Ez a szócikk részben vagy egészben  a   The_Divine_Lady című angol Wikipédia-szócikk fordításán alapul.  Az eredeti cikk szerkesztőit annak laptörténete sorolja fel. Ez a jelzés csupán a megfogalmazás eredetét és a szerzői jogokat jelzi, nem szolgál a cikkben szereplő információk forrásmegjelöléseként.